# Distrito de Kolubara
O Distrito de Kolubara (em sérvio:  Колубарски округ, Kolubarski okrug) ocupa a parte central do oeste da Sérvia. Sua população é estimada em 174.513 pessoas. O centro administrativo do Distrito de Kolubara é Valjevo, localizada as margens do Rio Kolubara.

## Municípios e cidades
O distrito abrange os municípios de:
- Osečina
- Ub
- Lajkovac
- Valjevo
- Mionica
- Ljig

## Demografia
Composição étnica do distrito:
| Grupo étnico  | População |
| ------------- | --------- |
| Sérvios       | 166,325   |
| Ciganos       | 4,045     |
| Montenegrinos | 215       |
| Iugoslavos    | 161       |
| Macedônios    | 133       |
| Croatas       | 120       |
| Outros        | 3,514     |
| Total         | 174,513   |

## Cultura
A região é conhecida pelos monumentos históricos, como o Palácio do Muselim, um exemplo típico da arquitetura turca do século XIII, a Torre da Família Nenadovic, construída em 1813 por Duke Janko, a igreja de Valjevo de 1838.

## Economia
Prevalece na região a indústria metalmecânica, a agricultura (ameixas, framboesas, amoras) e a indústria alimentícia.